# Télam

Logotipo da Télam

A Télam foi a principal agência pública de notícias da Argentina. Era subordinada à Secretaria de Meios Públicos, do Ministério das Comunicações da Argentina. Fundada em 1945, conta com um serviço de broadcast, enviado para TVs, rádios, jornais e sites de todo o país e um site na Internet.
A agência tinha cerca de 250 jornalistas em sua estrutura, com sucursais e correspondentes em todas as capitais de províncias do país e nas principais cidades argentinas. Possuía convênios com várias agências de notícias latino-americanas, como a Agência Brasil e a Agência Bolivariana de Noticias, da Venezuela.
Em março de 2024 a Télam teve as suas atividades suspendidas temporariamente pelo governo do presidente Javier Milei. A medida ocorreu dois dias após o discurso do presidente Javier Milei no Parlamento da Argentina.
No dia 1.º de julho de 2024, por meio de decreto publicado no diário oficial da Argentina, o presidente Javier Milei ordenou a transformação do tipo societário da Télam numa Sociedade Anônima Unipessoal. O decreto estabelece que deixará de funcionar para fins jornalísticos e passará a funcionar como. uma agência de publicidade e propaganda passou a ser chamada de Agência Estadual de Publicidade. O interventor Diego Chaher também foi instruído a transferir serviços jornalísticos, pessoal, imóveis, etc., dentro da órbita a ser determinada.